# Brachyplatystoma vaillantii
Brachyplatystoma vaillantii és una espècie de peix de la família dels pimelòdids i de l'ordre dels siluriformes present a Amèrica del Sud conques dels rius Amazones i Orinoco, i, també, els principals rius de les Guaianes i del nord-est del Brasil.
És un peix demersal i de clima tropical.
Els mascles poden assolir 150 cm de longitud total i 20 kg de pes.
És pescat i consumit per la seua carn d'excel·lent qualitat.